# جون إف. باسيت
جون إف. باسيت هو لاعب كرة مضرب وشخصية أعمال كندي، ولد في 5 فبراير 1939 في أونتاريو في كندا، وتوفي في 15 مايو 1986 في تورونتو في كندا.

## وصلات خارجية
- جون إف. باسيت على موقع IMDb (الإنجليزية)
- جون إف. باسيت على موقع قاعدة بيانات الفيلم (الإنجليزية)